# Senff
Bartholf Senff (рус. Бартгольф Зенфф) — немецкое музыкальное издательство. Основано Бартгольфом Зенффом в 1850 году в Лейпциге. Выпустило первые издания сочинений Листа, Мендельсона, Шумана, Брамса, Рейнеке, Антона Рубинштейна, Сарасате (в том числе «Цыганские напевы»), Хубаи и прочих заметных композиторов эпохи. В 1907 году фирма была продана издательству Зимрока.
Кроме того, Зенф издавал два журнала:
- «Музыкальный ежегодник» (Jahrbuch für Musik, 1842—1852)
- «Известия музыкального мира» (Signale für die musikalische Welt, 1843—1900).